# 鸢亚科
鸢亚科（學名：Elaninae）內的鳥大部分是體型小、擁有長翅膀和通常在空中懸停的猛禽。牠們的分佈範圍很廣大，有三種品種是在美洲發現的、兩種品種在澳洲發現，在非洲與亞洲各發現一種。
本屬有六個物種，如下：
- 黑翅鳶屬 Elanus
  - 黑翅鸢 Elanus caeruleus
  - 黑肩鸢 Elanus axillaris
  - 白尾鸢 Elanus leucurus
  - 纹翅鸢 Elanus scriptus
- 剪尾鳶屬 Chelictinia
  - 剪尾鸢 Chelictinia riocourii
- 珠鳶屬 Gampsonyx
  - 珠鸢 Gampsonyx swainsonii